# Képmutogatás
A képmutogatás a 17–19. századi Európában elterjedt vásári látványosság, amelynek során a komédiások, a képmutogatók egy összefüggő esemény képsorait bemutatva mondtak vagy énekeltek el egy többnyire tanulsággal záruló, moralizáló történetet.

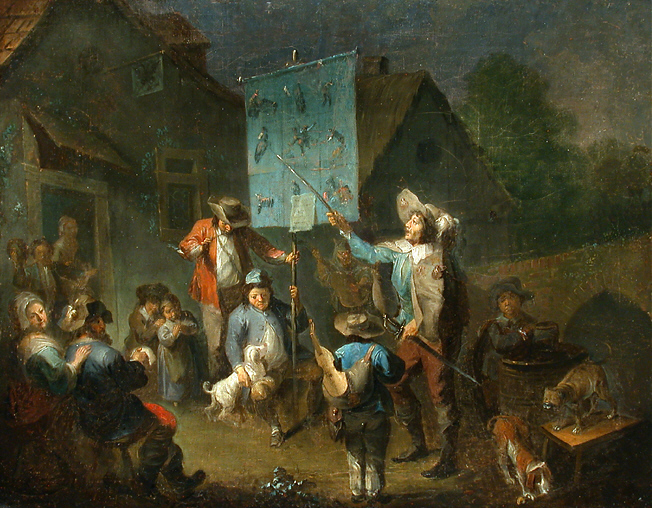
Képmutogatás

A képmutogatás jellemzően két komédiás műsorszáma volt, egyikük a képeket mutatta fel vagy folytonosságukat biztosította, másikuk – a tulajdonképpeni képmutogató – egy kis széken, esetleg padon állva hosszú pálcával mutatott az adott cselekményt ábrázoló képre, miközben a cselekményt prózában vagy énekben, sokszor hangszeres kísérlettel előadta (Magyarországon ez többnyire hegedű, duda, tekerőlant vagy sípláda volt). A cselekmény jeleneteit többnyire 14-24 darab, keretbe feszített vagy kartonra nyomtatott, rikító színű rajz, illetve festmény ábrázolta, s minden egyes vászon, karton további hat-nyolc képmezőt tartalmazott. Ennek fejlettebb változata volt, amikor egy magas állványra rögzített, hosszú vászontekercs tekerésével elevenedett meg a történet. Helyenként az előadás előtt prózában felvázolták a cselekményt, s csak ezt követően hangzott el egy ismert dallamra a történet versbe szedett változata. Az előadást követően a történet igénytelen nyomtatott lapokon megvásárolható volt, ebből származott a képmutogatók jövedelme.
Az előadások kedvelt témái voltak a tanulságos parabolák, a szerelmi történetek, a borzalmakat felvonultató esetek (rablógyilkosságok, természeti katasztrófák, betyártörténetek stb.). A képmutogatást ugyanakkor politikai agitációra is felhasználták, az 1848–49-es forradalom és szabadságharc bukása után például Kossuth Lajost gyalázó történeteket mutattak be. A legismertebb magyar szöveg A Gulyás Miska és Káposzta Sára szerelme volt. A képmutogató énekeket elsősorban a formai megkötöttség jellemezte, ritmusukban a dinamikusan váltakozó képekhez, jelenetekhez kellett alkalmazkodni (egy jelenet – egy strófa). Magyarországon a 19. században érte el népszerűsége csúcsát, ám ekkor sem volt annyira kedvelt, mint Nyugat-Európában. Ez érződött a versek és a történetek idegenszerűségén és nehézkes, rossz fordításán is.